# Magyar Államvasutak
Magyar Államvasutak (česky Maďarské státní železnice), formálně MÁV Magyar Államvasutak Zártkörűen Működő Részvénytársaság Zrt., Úplný oficiální název: MÁV-csoport (česky '„Skupina MÁV“'), běžně označovaná jako MÁV, je maďarská národní železniční společnost a MÁV Pályaműködtetési Zrt. je správcem železniční infrastruktury s dceřinými společnostmi MÁV Személyszállítási Zrt. (služby cestujícím) a Utasellátó (palubní stravování, Utasellátó je nezávislým ředitelstvím MÁV Személyszállítási Zrt.).

## Historie

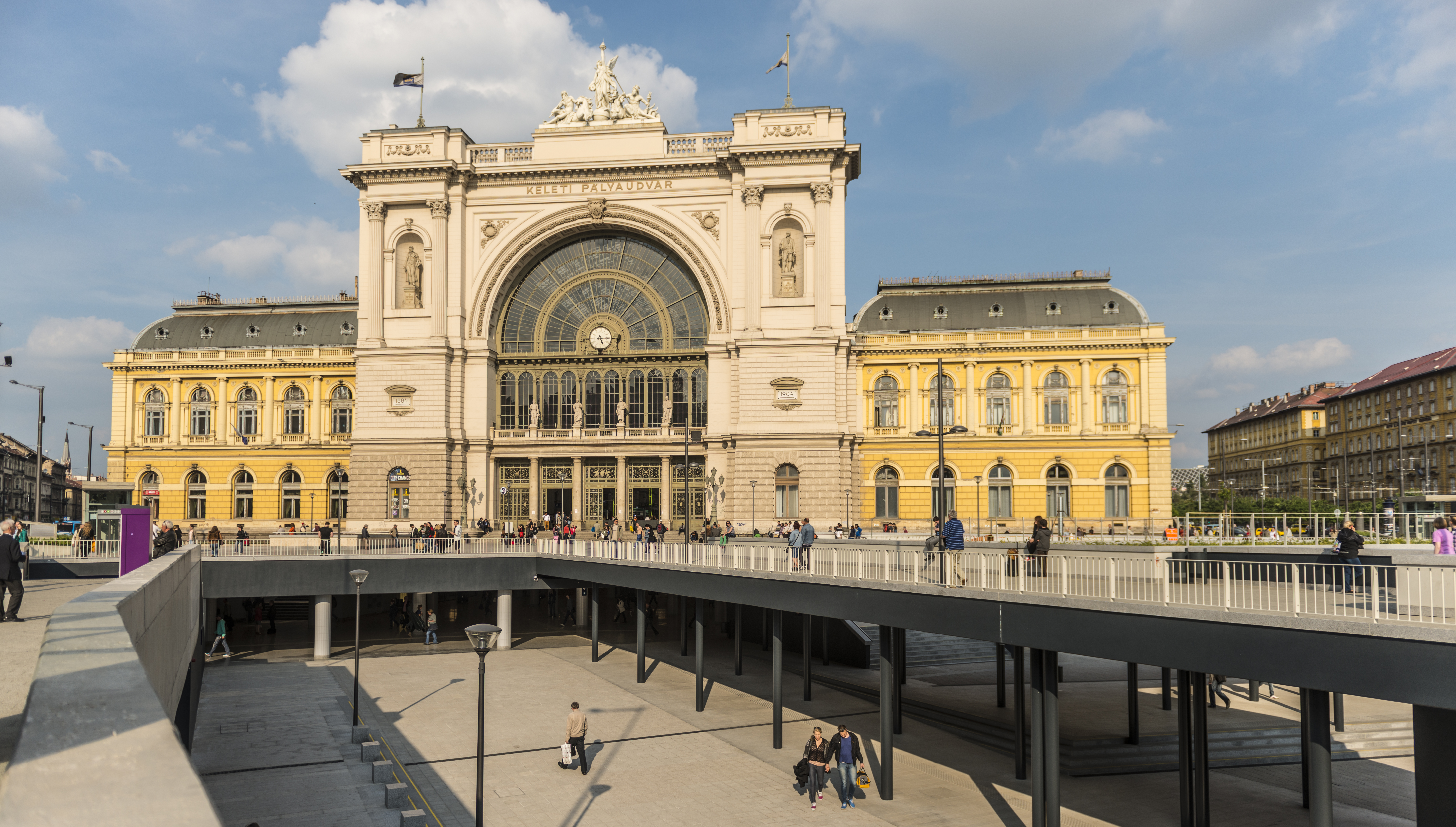
Budapest-Keleti pályaudvar

MÁV byly založeny v roce 1868 jako Magyar Királyi Államvasutak (Maďarské královské státní dráhy). Základním strategickým cílem bylo vybudovat celonárodní železniční systém, který by urychlil hospodářský růst země.
První maďarskou státní dráhou byla trať Budapest – Hatvan – Salgótarján, vybudovaná v témže roce. V roce 1891 převzala společnost MÁV na uherském území tratě Rakousko-Uherských železnic. Délka státních železnic byla v tomto roce 7 411 km, dalších 4 226 km bylo majetkem soukromých firem. V roce 1931 a 1932 vykoupil stát většinu soukromých tratí, poslední byly pod MÁV převedeny po roce 1945.
V roce 1993 se MÁV transformovaly ze státní organizace na akciovou společnost vlastněnou státem. K nejpodstatnějším změnám došlo v letech 2006–2008, kdy se MÁV přetransformovaly na holdingovou skupinu MÁV. Nejprve došlo k odčlenění společnosti MÁV Cargo, která byla v roce 2007 prodána. Nakonec došlo k odčlenění společnosti MÁV-START, zabývající se osobní dopravou.
V současné době (2008) provozují celkem 7606 km železničních tratí, z toho 7394 km je normálněrozchodných (1435 mm), 36 km o rozchodu 1 520 mm a 176 km úzkorozchodných tratí. Dnes MÁV převezou více než 150 milionů cestujících a patří k moderním evropským železničním společnostem.

## Železniční doprava v Maďarsku

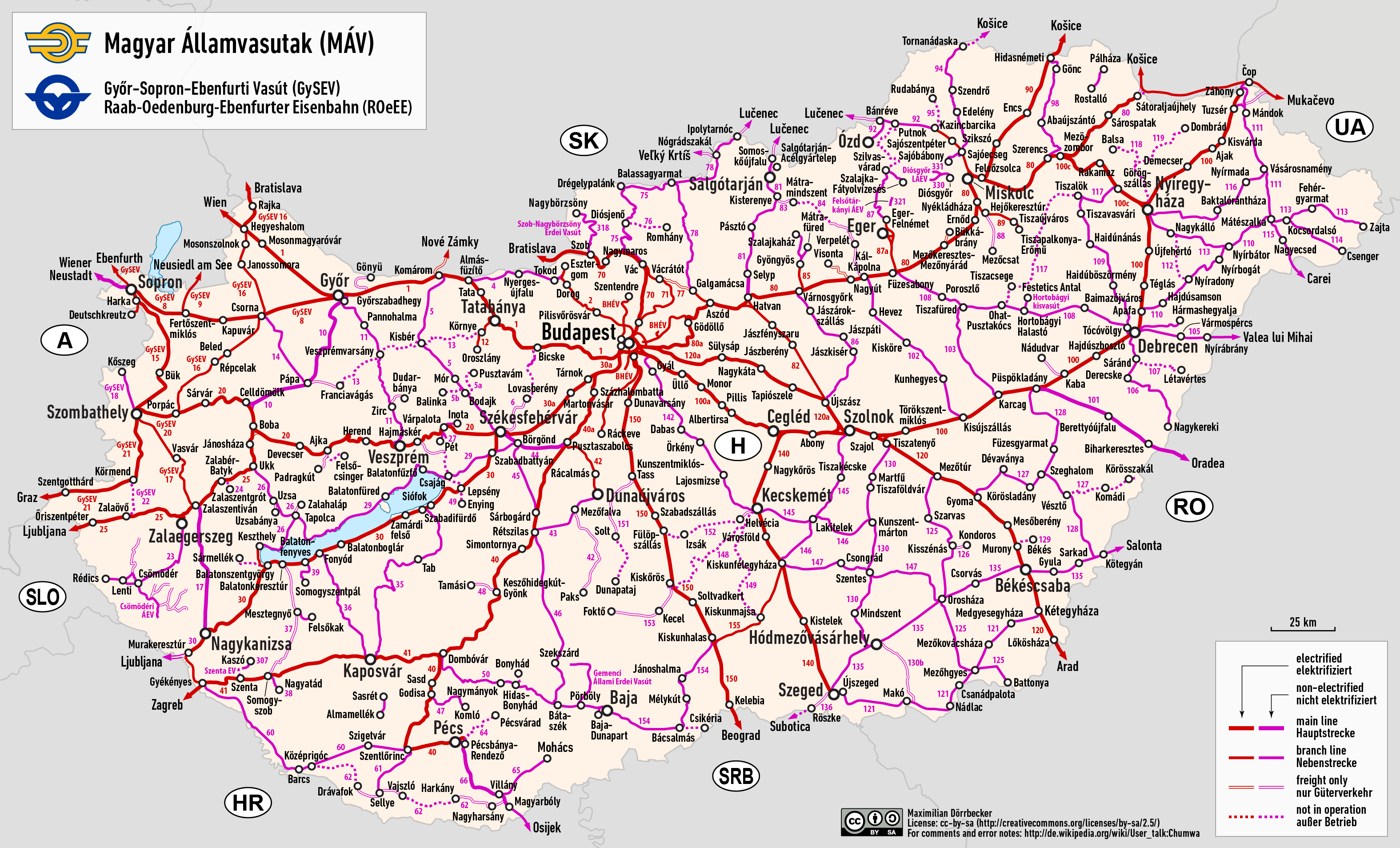
Maďarská železniční síť

### Síť železnic
Železniční síť se paprskovitě rozbíhá po celém Maďarsku z jediného středu – Budapešti. Tento požadavek byl stanoven již na zasedání uherského parlamentu během Maďarské revoluce v roce 1848. Dnes jsou důležité železniční tratě elektrizovány střídavou napěťovou soustavou 25 kV, 50 Hz. Významné železniční koridory jsou modernizovány pro provoz traťovou rychlostí až 160 km/h.

### Gyermekvasút

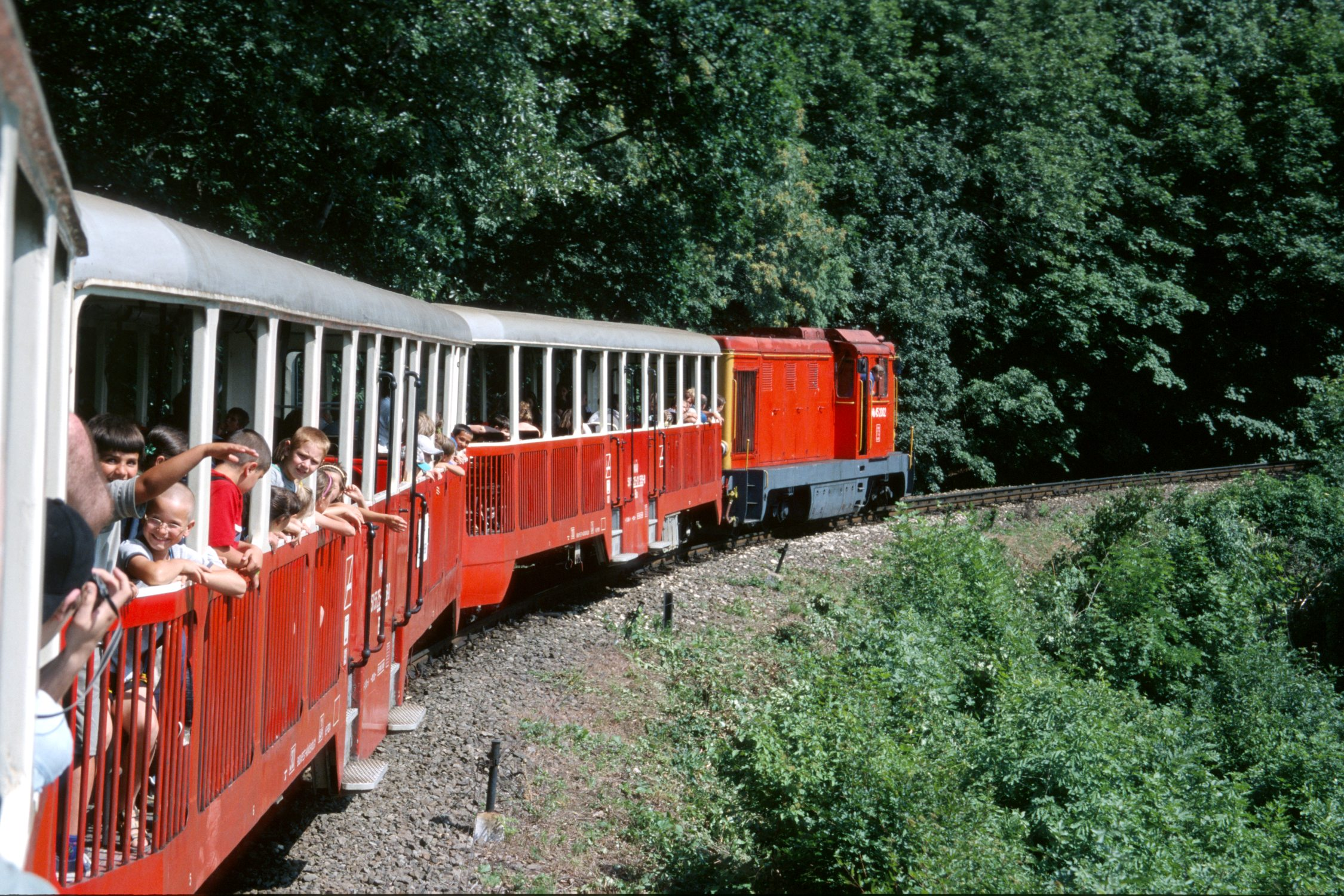
Vlak Gyermekvasút

Gyermekvasút (česky: Dětská železnice) je úzkorozchodná železnice v Budapešti. Tato ojedinělá dráha byla vybudována maďarskými mládežníky v letech 1948–1950 a až do roku 1990, nesla název Úttörővasút (Pionýrská železnice). Obsluhu této tratě tvoří zásadně děti ve věku 10 až 15 let, které by v budoucnu chtěly pracovat pro MÁV. Mají na starosti vše od řízení vlakového provozu přes vypravování vlaků ze stanic až po kontrolu jízdních dokladů ve vlaku.

### Další maďarské železniční společnosti
Vedle MÁV existovala a existuje také samostatná maďarsko-rakouská železniční společnost (dopravce i provozovatel dráhy) GySEV (Győr–Sopron–Ebenfurti Vasút), působící nepřetržitě od roku 1872 a to i během Studené války.

## Železniční vozidla

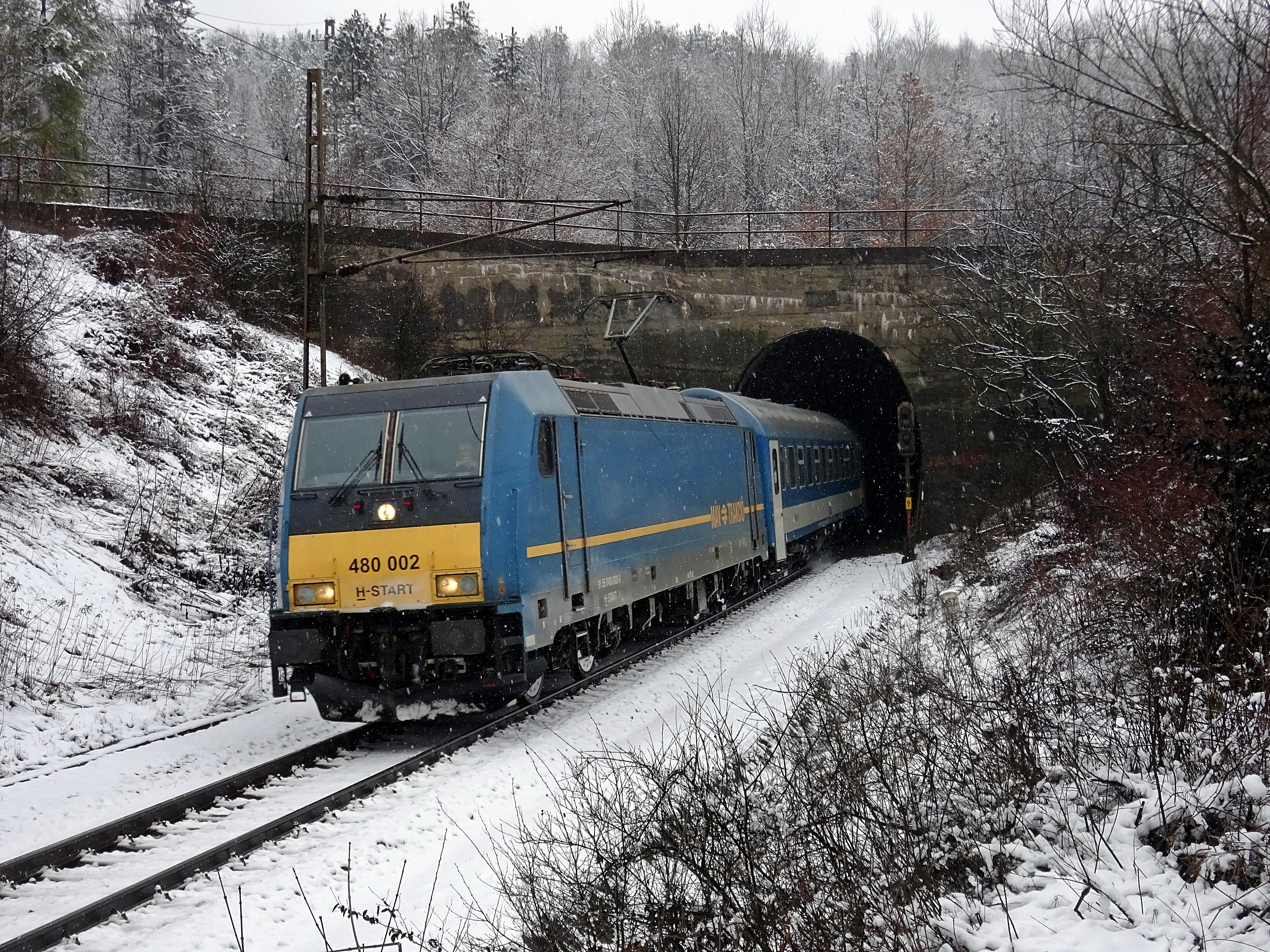
Elektrická lokomotiva 480

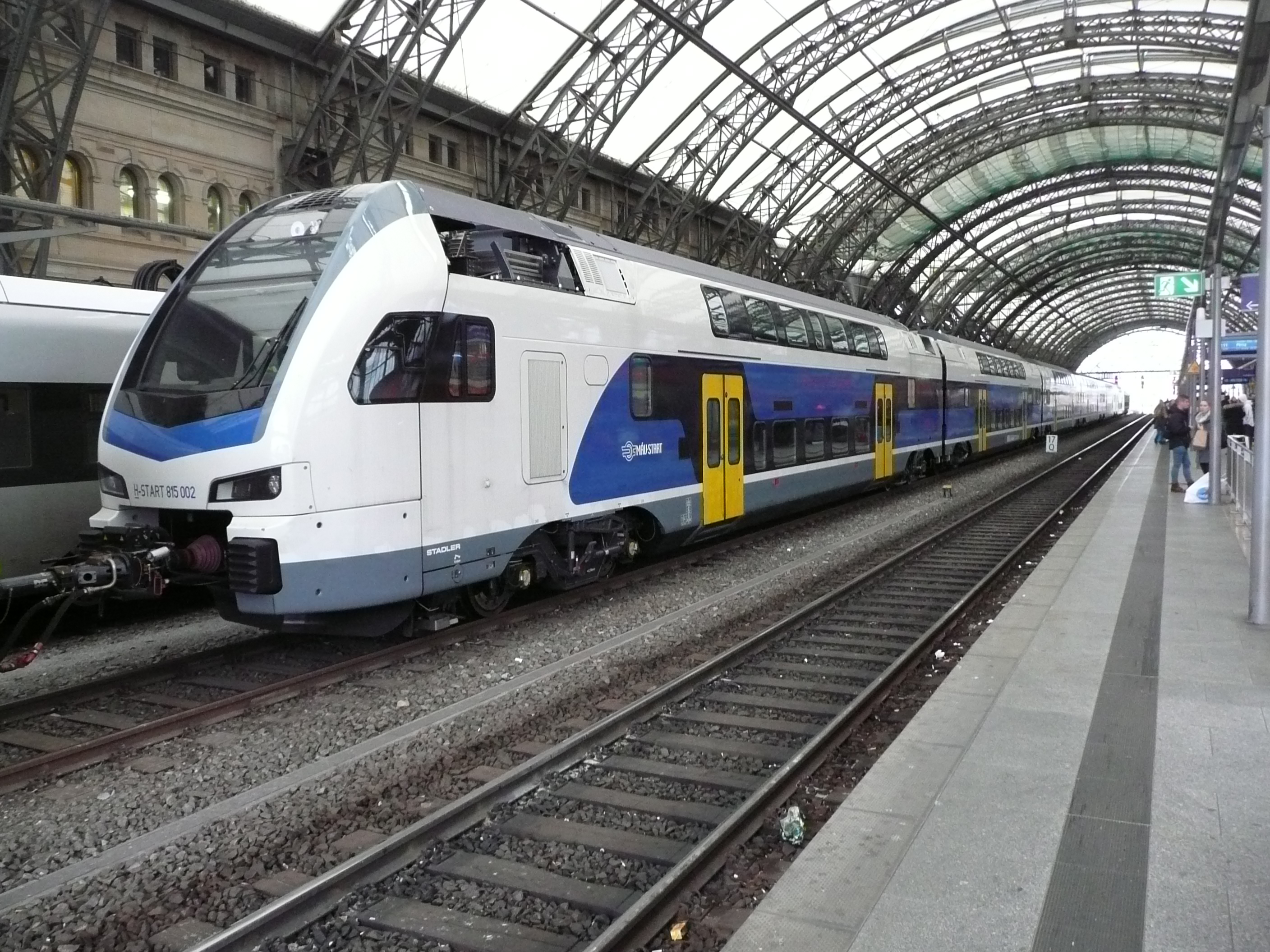
Elektrická jednotka 815

### Parní lokomotivy
G 8 * G 8.1 * 520

### Elektrické lokomotivy
V42 • 431 • 432 • 433 • 460 • 630 • 470 • 480 • 182 • 193

### Elektrické vozy a jednotky
414 • 424 • 434 • 415 • 425 • 815

### Motorové lokomotivy
408 • 418 • 628 • 438 • 448 • M46 • 478 • M28 • M30 • M31 • M32 • M38 • M61 • M63 • 1535

### Motorové vozy a jednotky
Bzmot (117) • Bamot 701–702 • MDa, MDmot • 6312 • 416 • 426

## Společnosti skupiny MÁV (2025–)

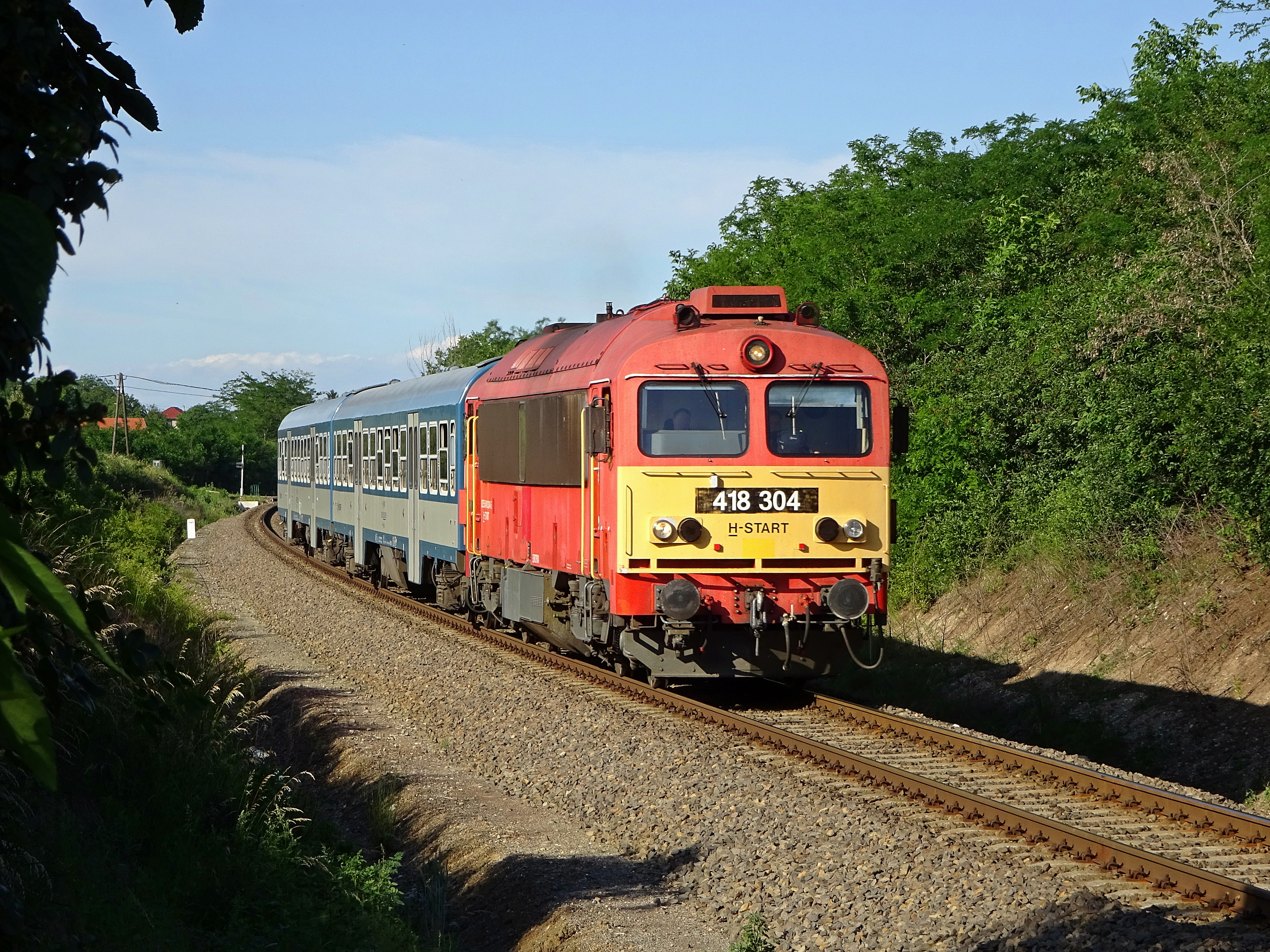
Motorová lokomotiva 418

- MÁV Zrt. (skupinové řídící centrum)
- MÁV Személyszállítási Zrt.
- MÁV Pályaműködtetési Zrt.
- MÁV Szolgáltató Központ Zrt.
- MÁV KFV Kft.
- MÁV FKG Kft.
- MÁV Rail Tours Kft.
- ZÁHONY-PORT Zrt.